# Bělohradská pahorkatina
Bělohradská pahorkatina (333.12, czes. Bělohradská pahorkatina) – kraina geograficzna o charakterze pogórza w północnych Czechach, w północnej części Płyty Czeskiej (czes. Česká tabule) – Płyty Północnoczeskiej (czes. Severočeská tabule). Jest to niewielka, wschodnia część Wyżyny Jiczyńskiej (Jičínská pahorkatina).

## Położenie
Na północy rozciąga się pasmo górskie Sudetów (czes. Sudety, Sudetská soustava, Krkonošsko-jesenická subprovincie), natomiast na południu łączy się ona z innymi jednostkami Płyty Czeskiej (czes. Česká tabule).

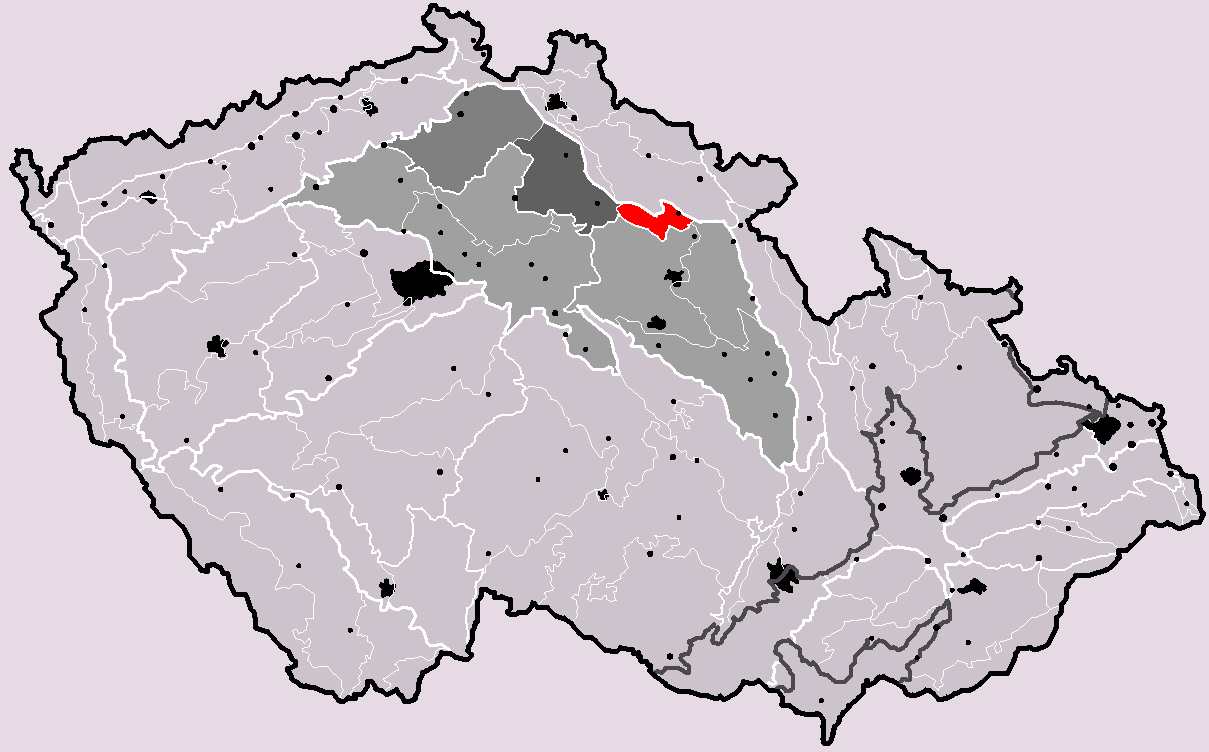
Położenie Bělohradskiej pahorkatiny

Od północy i północnego wschodu graniczy z Podgórzem Karkonoskim (czes. Krkonošské podhůří,), od wschodu z Płytą Izerską (czes. Jizerská tabule), od południowego wschodu i południa z Płytą Wschodniołabską (czes. Východolabská tabule), od zachodu z Turnovską pahorkatiną.

## Administracja
Zajmuje część powiatów Jičín i Trutnov w kraju hradeckim.

## Opis
Powierzchnia Bělohradskiej pahorkatiny wynosi ok. 238,65 km².
Jest to pagórkowata wyżyna o rozciągłości północny zachód – południowy wschód (WNW-ESE), z antyklinalnymi grzbietami i synklinalnym dolinami oraz z kuestami powstałymi w wyniku ruchów tektonicznych. Grzbiety mają charakter strukturalny lub antyklin, natomiast kotliny mają charakter rowów tektonicznych lub synklin. Występują tu liczne pojedyncze skałki. Nieliczne izolowane wzniesienia zbudowane są z trzeciorzędowych bazaltów.
Najwyższym wzniesieniem jest Dehtovská horka (525 m n.p.m.).

## Najwyższe szczyty
- Dehtovská horka (525 m n.p.m.), Libotovský hřbet
- Záleský vrch (459 m n.p.m.), Libotovský hřbet
- Maxinec (450 m n.p.m.), Hořický hřbet

## Wody
Bělohradská pahorkatina leży w dorzeczu Łaby oraz jej dopływu Cidliny.

## Podział
Bělohradská pahorkatina dzieli się na:
- Miletínský úval
- Hořický hřbet
- Libotovský hřbet
- Královédvorská kotlina
- Královédvorská niva

## Budowa geologiczna
Bělohradská pahorkatina jest częścią Płyty Czeskiej. Zbudowana jest głównie z górnokredowych piaskowców, podrzędnie mułowców, iłowców, miejscami poprzebijanych kominami trzeciorzędowych bazaltów, fonolitów i trachitów. Starsze skały, należące do Masywu Czeskiego, zalegają dużo głębiej.

## Większe miasta
Znajdują się tu: Dvůr Králové nad Labem, Hořice i Lázně Bělohrad].

## Galeria

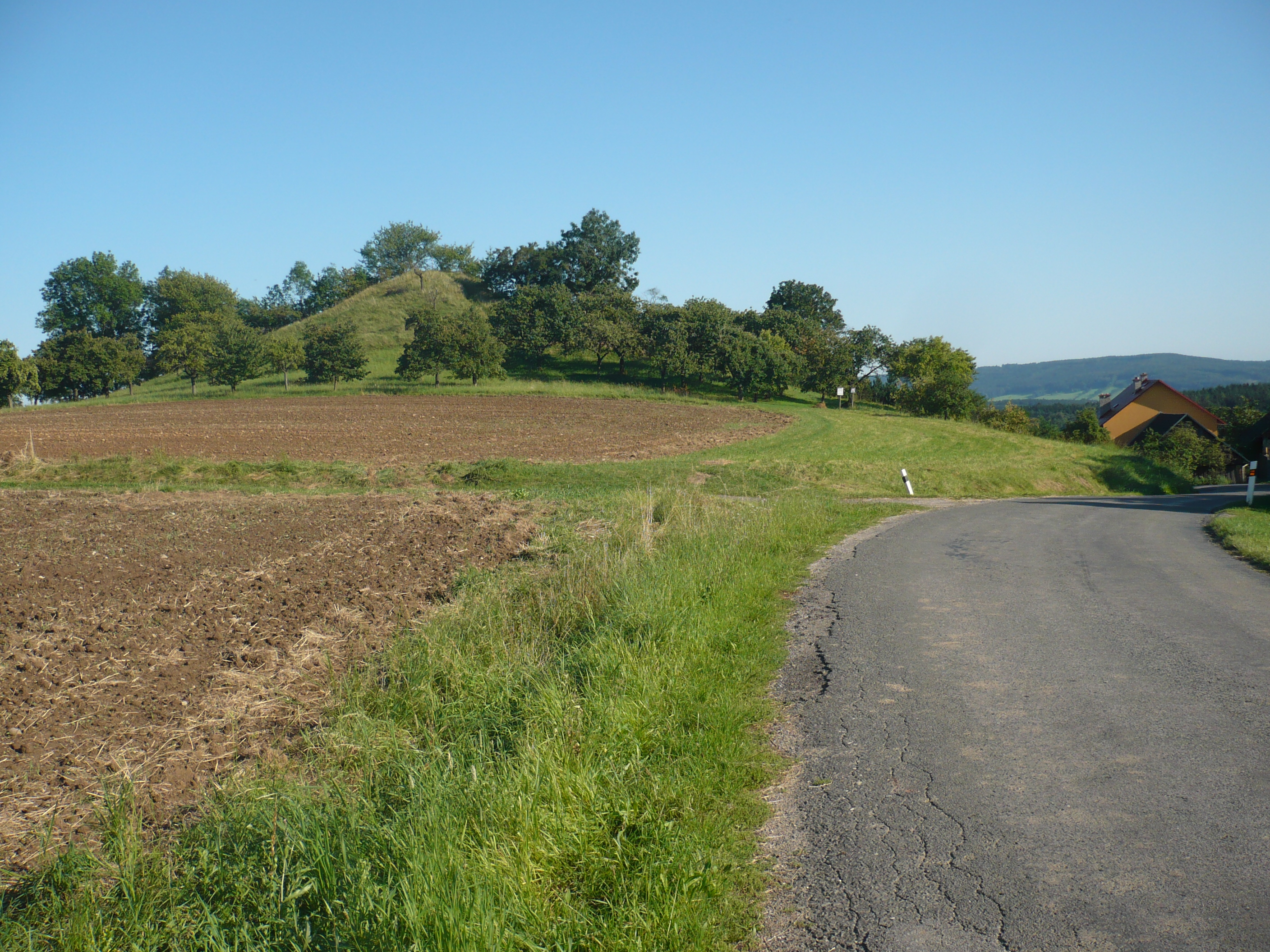
Hřídelecká hůra
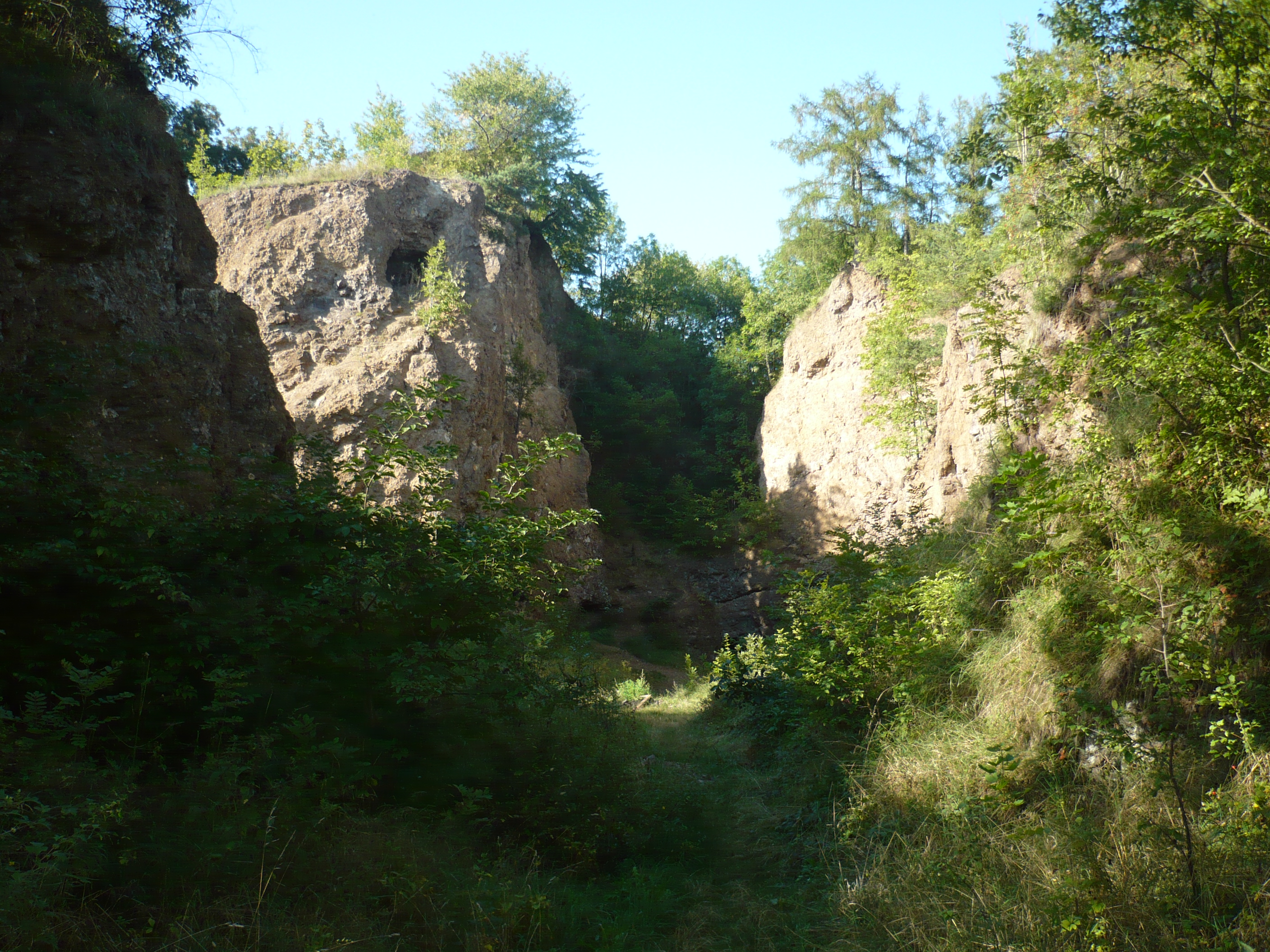
Hřídelecká hůra